# Basilika St. Kyrill und Method

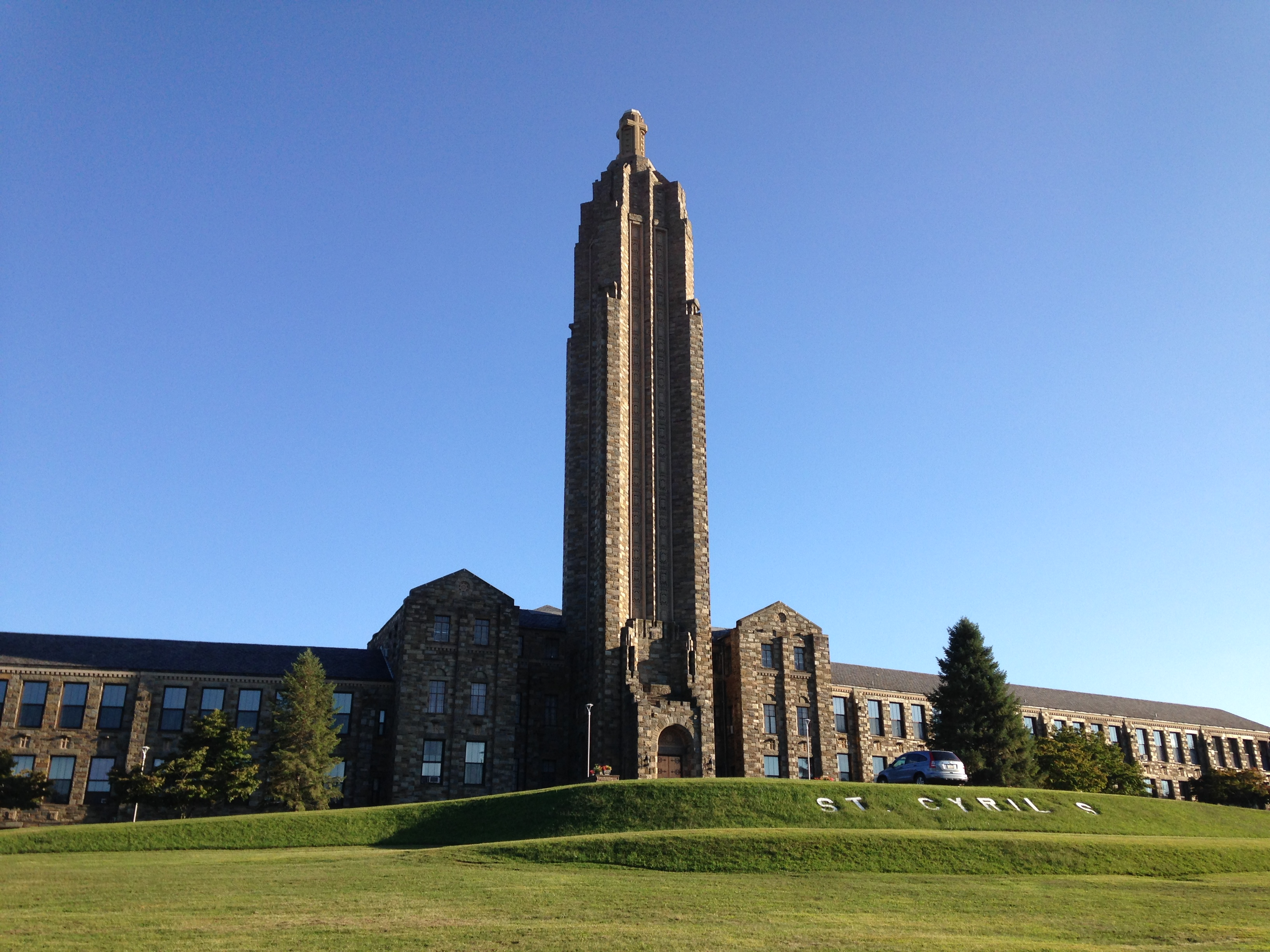
Ansicht der Villa Sacred Heard mit der Basilika in der Mitte

Die Basilika St. Kyrill und Method ist eine römisch-katholische Kapelle in Danville, Pennsylvania in den Vereinigten Staaten und gehört zum Bistum Harrisburg. Sie trägt den Titel einer Basilica minor und dient in erster Linie als Klosterkapelle des Mutterhauses Villa Sacred Heart der Schwestern der Heiligen Kyrill und Method.

## Geschichte
Die Schwestern bauten ihre Kapelle während der Großen Depression. Die Schwestern waren weitgehend die Töchter von Einwanderern europäischer Bauern und Arbeiter. Die Gläubigen, deren Spenden die Kapelle finanzierten, waren meist Menschen, die in Kohlebergwerken, Stahlwerken, Fabriken und auf Bauernhöfen arbeiteten. Die neuromanische Kapelle wurde am 17. Oktober 1939 geweiht und dient als Kapelle des Studentenhauses. Sie wurde 1989 umfassend renoviert. Papst Johannes Paul II. verlieh der Kapelle der Heiligen Kyrill und Method am 30. Juni 1989 den Status einer Basilika minor.

## Architektur
Die Innenwände sind mit Travertin ausgekleidet, die gewölbte Decke ist mit Kacheln versehen, die Böden sind als Terrazzo ausgeführt. Der Altar und der Baldachin sind aus Marmor geschnitzt, die Bänke sind aus Eiche geschreinert. Den Innenraum kennzeichnen die lebensgroßen Mosaike der Heiligen St. Kyrill und Method.